# Case Bagatti
Case Bagatti è un borgo situato nel comune di Villa Minozzo a nord-est da Case Balocchi ed è collocato sopra un crinale di creta friabile. Il suo nome deriva da quello di un antico casato la cui famiglia oggi è estinta.

## Storia
Si pensa che i primi abitanti del paese fossero venditori di filo, aghi, pettini e altre cose da poco dette bagatelle. Un'ipotesi sull'origine del nome fa riferimento a quello di un'antica moneta, il bagattino coniata nel 1477 a Reggio Emilia e di scarso valore. Va in ultimo menzionato un luogo detto "il bagattino": qui i valligiani e i commercianti si incontravano per fare mercato.

## Territorio
Il primo scritto locale risale al 1781 ed è su una lapide in arenaria. Percorrendo il paese si trova una casa di pianta quadrata a quattro acque con un bel portale ad arco tutto sesto e dà su una delle più belle aie lastronate. Fino a poche decine di anni fa, nella parte più vecchia del borgo, vi erano due edifici balconati in arenaria, e, nella parte più alta anche una torre demolita per lasciare posto alla casa mezzadrile del prete, ancora oggi detta canonica. A nord del borgo vi era la fucina del fabbro, i cui attrezzi sono ancora oggi ritrovabili nelle case di ogni contadino della valle. Proseguendo un po' più in alto si trovava la bottega del falegname che produceva filatoi, cardatoi, culle o altri attrezzi per la casa.